# Ovidiu Cernăuţeanu

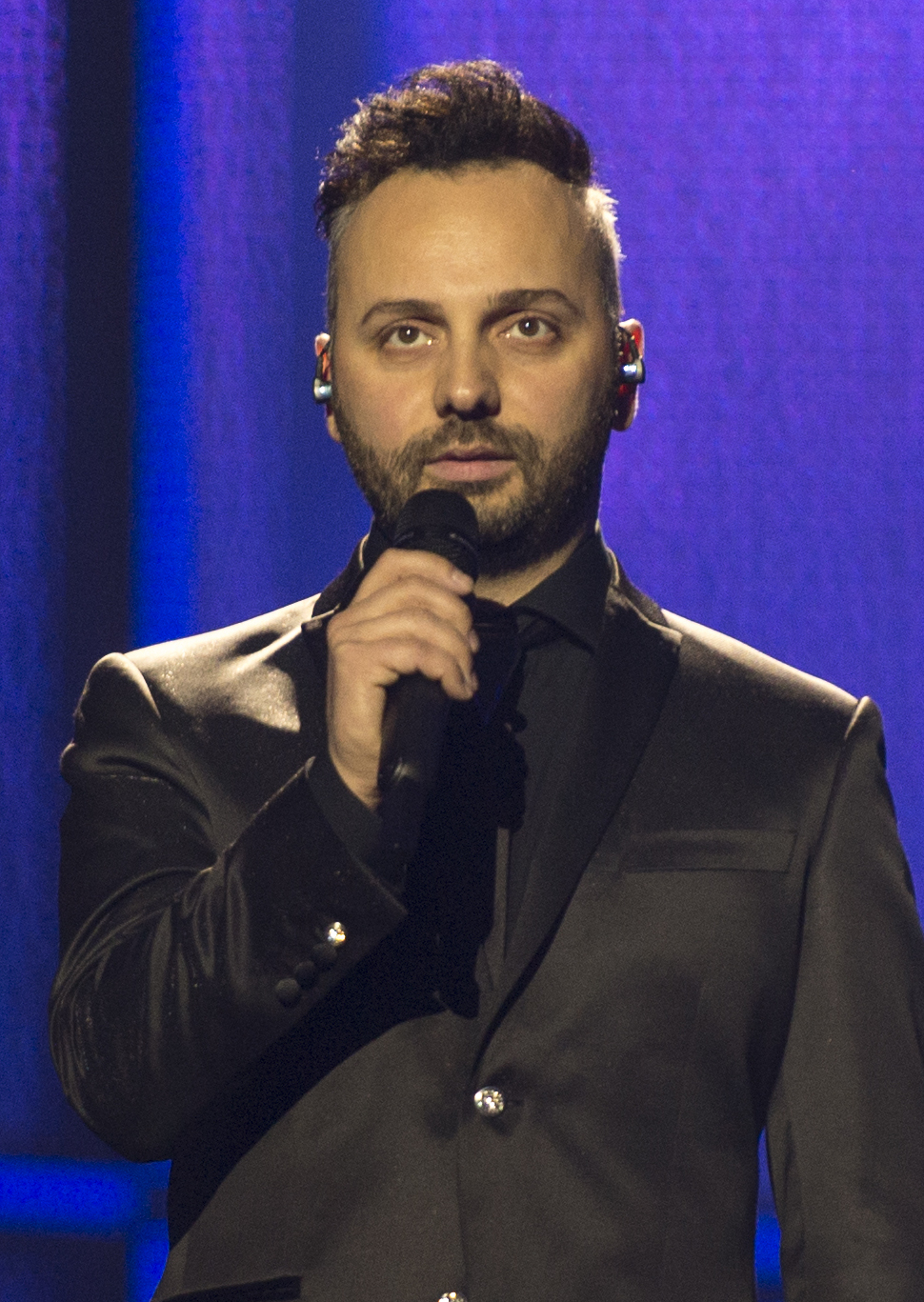

Ovidiu Cernăuţeanu (Botoșani, 23 de agosto de 1974) é um cantor, compositor e produtor romeno.
Em conjunto com Paula Seling, ele representou a Romênia no Festival Eurovisão da Canção 2010, em Oslo, Noruega, com a música Playing With Fire, cantada exclusivamente em inglês. No festival, eles obtiveram a 3ª colocação, melhor desempenho do país até hoje.